# 19 de diciembre
El 19 de diciembre es el 353.º (tricentésimo quincuagésimo tercer) día del año en el calendario gregoriano y el 354.º en los años bisiestos. Quedan 12 días para que finalice el año.

## Acontecimientos
- 324: En Roma, Licinio abdica de su posición como rey emperador romano.
- 1154: En la Abadía de Westminster (Inglaterra) es coronado Enrique II.
- 1186: El rey Alfonso VIII otorga las villas de Villasila y Villamelendro a Pedro Rodríguez de Castro en un diploma firmado en Arévalo.
- 1308: En España, mediante el Tratado de Alcalá de Henares, Fernando IV de Castilla y Jaime II de Aragón acercan posturas frente al enemigo común, el Reino nazarí de Granada.
- 1490: Ana de Bretaña se casa (mediante un representante) con el sacro emperador romano Maximiliano I de Habsburgo.
- 1562: En Dreux ―durante la primera guerra de religión en Francia― los católicos derrotan a los protestantes.
- 1606: Parten de Inglaterra tres barcos: el Susan Constant, el Godspeed y el Discovery, llevando a los colonos que fundarán en Jamestown (Virginia) la primera de las trece colonias que se convertirán en los Estados Unidos.
- 1771: En Nueva Orleans el gobernador ilustrado Luis de Unzaga y Amézaga crea el primer sistema educativo público bilingüe del mundo.
- 1776: En los Estados Unidos, Thomas Paine pública la primera de una serie de panfletos en el diario Pennsylvania Journal, titulado «La crisis estadounidense».
- 1777: En Valley Forge (Pensilvania) ―en el marco de la Guerra de independencia estadounidense―, el ejército continental de George Washington entra en cuarteles de invierno.
- 1783: En Londres (Inglaterra), William Pitt El Joven asume el cargo de primer ministro.
- 1835: En Toledo (Ohio), se funda el periódico The Blade.
- 1863: En Mortlake (un distrito de Londres), se juega el primer partido de fútbol de la historia.
- 1897: En Estados Unidos, el presidente William McKinley anuncia la intervención de su país en la guerra de Cuba contra España.
- 1907: En Jacobs Creek (Pensilvania) explota una mina de carbón. Mueren 239 mineros.
- 1909: En Dortmund (Alemania) se funda el club de fútbol Ballspielverein Borussia 09 Dortmund.
- 1912: En los Estados Unidos, el presidente William Howard Taft otorga una amnistía y libera a William H. Van Schaick, encarcelado desde hace tres años por negligencia ante el incendio de su barco de vapor General Slocum, que mató a más de mil personas.
- 1916: En la batalla de Verdún ―en el marco de la Primera Guerra Mundial (1914‑1918)― en el frente occidental, el ejército francés hace retroceder al ejército alemán.
- 1920: En Grecia, el rey Constantino I es vuelto a poner en el trono tras la muerte de su hijo Alejandro I de Grecia y un plebiscito.
- 1922: en Moscú (Unión Soviética), por decreto del Consejo de Comisarios del Pueblo de la RSFSR (República Socialista Federativa Soviética de Rusia), el Ministerio de Educación de la Unión Soviética transforma el VFKO Narkompros en la empresa estatal central Goskino (Comité Estatal de Cinematografía). Paralelamente a Goskino se forman nuevas oficinas de distribución estatales, públicas y privadas (Kino-Moscú, Sevzapkino, Proletkino, la recién restaurada Rus y otras), que posteriormente también se dedicaron a la producción cinematográfica.
- 1924: En Londres (Reino Unido) se vende el último Rolls-Royce Silver Ghost.
- 1932: El servicio mundial de la BBC comienza a transmitir para todo el Imperio británico.
- 1941: En Alemania ―en el marco de la Segunda Guerra Mundial (1939‑1945)― Adolf Hitler asume el mando supremo de las fuerzas armadas alemanas.
- 1944: Primera edición del Le Monde es publicada.
- 1948: En Colombia, Independiente Santa Fe se convierte en el primer campeón del fútbol profesional colombiano, venciendo en la final a Junior de Barranquilla.
- 1961: La República de la India recupera Goa, Damán y Diu de manos de los portugueses.
- 1965: En Francia, Charles de Gaulle es reelegido presidente.
- 1967: El primer ministro de Australia Harold Holt es oficialmente considerado muerto.
- 1968: La Asamblea General de las Naciones Unidas le solicita al Imperio británico que descolonice Gibraltar (territorio español) antes del 1 de octubre de 1969.
- 1972: En el marco del programa Apolo, la tripulación del Apolo 17 (la última misión tripulada a la Luna), formado por Eugene Cernan, Ron Evans y Harrison Schmitt, retornan a la Tierra.
- 1979: Filipinas, en la provincia de Davao del Sur se crea el municipio de Don Marcelino.
- 1979: en Bogotá (Colombia) el América de Cali es campeón por primera vez en su historia.
- 1980: En México, D. F. fallece el expresidente peronista Héctor José Cámpora, que estuvo asilado cuatro años en la embajada de México en Buenos Aires y a quien la dictadura cívico-militar argentina (1976‑1983) le permitió exiliarse (debido a un cáncer avanzado) recién en agosto de 1980.
- 1982: en el sector Tacoa del antiguo Departamento Vargas del Distrito Federal (hoy Estado Vargas), de Venezuela, un voraz incendio consume la planta de generación eléctrica Ricardo Zuloaga. En el siniestro, conocido como la Tragedia de Tacoa fallecen más de 180 personas.
- 1983: En Río de Janeiro (Brasil), el trofeo original Jules Rimet (de la Copa Mundial de la FIFA) es robado de la Confederación Brasileña de Fútbol.
- 1984: por medio de un acuerdo, Reino Unido se compromete a entregar Hong Kong a China en 1997.
- 1985: Mary Lund es la primera mujer en recibir un corazón artificial Jarvik VII, desarrollado por Robert Jarvik.
- 1986: el líder soviético Mijaíl Gorbachov libera al científico Andréi Sájarov y a su esposa de su exilio en Gorki.
- 1995: el Gobierno de Estados Unidos restaura el reconocimiento federal a la tribu indígena de Potawatomi.
- 1997: en el río Musi, cerca de Palembang (Indonesia) cae el vuelo 185 de SilkAir. Mueren 104 personas.
- 1997: Se estrena la película Titanic. La película más exitosa del siglo XX y en su momento de la Historia del cine, que fue escrita y dirigida por el director James Cameron y con una recaudación de más de 1800 millones de dólares estadounidenses a nivel mundial.
- 1998: En los Estados Unidos, la cámara de Representantes presenta ante el Senado los artículos I y III en el juicio contra el presidente Bill Clinton por el escándalo Lewinsky.
- 1999: en México, el Club de Fútbol Pachuca logra ganar el Torneo Invierno 1999 ante Cruz Azul, consiguiendo su primer título en la época profesional del futbol.
- 2000: En Estambul (Turquía) la guerrilla leninista del Partido Comunista/Leninista del Trabajo ataca una oficina del Partido Movimiento Nacionalista, matando a una persona e hiriendo a tres.
- 2000: La empresa española Wanadoo ―filial de la ex Telecom Francia― compra las guías QDQ por 60 000 millones de pesetas.
- 2001: Se estrena a nivel mundial El Señor de los Anillos: la Comunidad del Anillo, primera entrega de la trilogía fílmica de Peter Jackson, basada en la obra homónima de J. R. R. Tolkien.
- 2001: En Argentina comienza la movilización popular conocida como Argentinazo a partir del descontento social contra las medidas económicas del Gobierno de Fernando de la Rúa y la imposición del estado de sitio.[1]
- 2001: En Tosontsengel (Mongolia) se registra un récord de alta presión atmosférica de 1085,6 hPa (32,06 inHg).
- 2001: Lanzan el primer videojuego de rol multijugador masivo en línea argentino, titulado Argentum Online.
- 2003: En Perú, Cienciano se corona como campeón de la Copa Sudamericana haciendo historia en el fútbol peruano.
- 2006: En Chile se aprueba el proyecto de ley que consiste en crear dos nuevas regiones: la XIV y la XV (siendo Valdivia y Arica las capitales respectivamente).
- 2009: En el volcán Tajumulco (Guatemala) se produce una de las mayores nevadas en la historia de este país centroamericano, producto de un frente frío proveniente de Norteamérica. En la cúspide del volcán se acumulan alrededor de 25 cm de nieve.
- 2010: En San Martín Texmelucan explotan ductos de Pemex, calcinando a 28 personas.[2][3]
- 2016: En Ankara, durante una exposición de arte,  el embajador ruso en Turquía  Andréi Kárlov es asesinado a  tiros por un hombre que se hacía pasar por un miembro de la policía turca. El asesino sería abatido después por las fuerzas de seguridad turcas.
- 2016: En Berlín, un camión atropella una multitud de gente en un mercadillo navideño dejando 12 muertos y 48 heridos.
- 2021: En Chile, el candidato de izquierda Gabriel Boric gana la elección presidencial, convirtiéndose en el presidente más joven en la historia de su país.
- 2021: tiene lugar la XIX edición del Festival de la Canción de Eurovisión Junior, resultando ganadora la candidatura Armenia.
- 2023: Tras 6 años, 1 mes y 7 días desde su última actualización, la versión 2.2 de Geometry Dash es lanzada en las plataformas de Steam, Play Store y App Store; convirtiéndose, de esta manera, en la actualización con el mayor tiempo de espera y expectativas en la historia del juego, siendo una tendencia a nivel mundial.

## Nacimientos
- 1498: Andreas Osiander, teólogo protestante alemán (f. 1552).
- 1518: Enrique de Borja y Aragón, obispo y cardenal español (f. 1540).
- 1554: Felipe Guillermo de Orange-Nassau, aristócrata francés (f. 1618).
- 1594: Gustavo II Adolfo, rey sueco (f. 1632).
- 1629: Melchor de Liñán y Cisneros, virrey español en Perú (f. 1708).
- 1676: Louis-Nicolas Clérambault, compositor y organista francés (f. 1749).
- 1683: Felipe V, rey de España (f. 1746).
- 1700: Julián de Arriaga y Ribera, marino, militar y hombre de estado español (f. 1776).
- 1707: Charles Wesley, reformista británico, fundador del movimiento metodista (f. 1788).
- 1776: Eusebio Bardají Azara, abogado, diplomático y político español (f. 1842).
- 1778: María Teresa de Francia, princesa francesa (f. 1851).
- 1782: Julius Vincenz von Krombholz, médico y micólogo alemán (f. 1843).
- 1783: Charles Brianchon, matemático, químico y militar francés (f. 1864).
- 1790: William Edward Parry, almirante y explorador británico (f. 1855).
- 1796: Manuel Bretón de los Herreros, dramaturgo español (f. 1873).
- 1814: Edwin M. Stanton, abogado estadounidense (f. 1869).
- 1818: Nemesio Fernández Cuesta, periodista español (f. 1893).
- 1820: Mary Livermore, sufragista y abolicionista estadounidense (f. 1905).
- 1821: María Mendoza de Vives, escritora española (f. 1894).
- 1830: Susan Huntington Gilbert, amante de poeta Emily Dickinson (f. 1913).
- 1834: Antonio Gisbert, pintor español (f. 1901).
- 1835: María del Pilar Sinués, escritora española (f. 1893).
- 1838: Khedrub Gyatso, religioso nepalí, 11.º dalái lama (f. 1856).
- 1852: Albert Abraham Michelson, físico prusiano, premio nobel de física en 1907 (f. 1931).
- 1854: Marcel Brillouin, físico y matemático francés (f. 1948).
- 1861: Italo Svevo, escritor italiano (f. 1928).
- 1861: Fritz Kater, anarcosindicalista alemán (f. 1945).
- 1868: Piotr Abashkin, general ruso (f. 1934).
- 1873: Ángel García Díaz. escultor español (f. 1954).
- 1875: Mileva Marić, matemática serbia, esposa de Albert Einstein (f. 1948).
- 1876: Enrique Plá y Deniel, cardenal español (f. 1968).
- 1883: Guido Gozzano, poeta italiano (f. 1916).
- 1883: Antonio Caso, filósofo mexicano (f. 1946).
- 1885: Joe King Oliver, músico estadounidense de jazz (f. 1938).
- 1886: Ángel Herrera Oria, periodista y sacerdote español (f. 1968).
- 1888: Fritz Reiner, director de orquesta y músico húngaro (f. 1963).
- 1895: Miguel Darío Miranda Gómez, arzobispo mexicano (f. 1986).
- 1899: Nemesio Etxaniz, sacerdote y escritor vasco (f. 1982).
- 1901: Rudolf Hell, inventor e ingeniero alemán (f. 2002).
- 1902: Ralph Richardson, actor británico (f. 1983).
- 1903: George D. Snell, genetista estadounidense, premio nobel de medicina en 1980 (f. 1996).
- 1906: Leonid Brézhnev, dirigente soviético (f. 1982).
- 1908: Yvette Cauchois, física francesa (f. 1999)
- 1910: Jean Genet, escritor francés (f. 1986).
- 1910: José Lezama Lima, escritor cubano (f. 1976).
- 1912: Michel André, dramaturgo y actor francés (f. 1987).
- 1913: Juan Landázuri Ricketts, cardenal peruano (f. 1997).
- 1915: Édith Piaf, cantante francesa (f. 1963).
- 1916: Manoel de Barros, poeta brasileño (f. 2014).
- 1919: Johnny Albino, cantante puertorriqueño (f. 2011).
- 1919: Tatiana Baramziná, francotiradora soviética (f. 1944).
- 1920: Manuel Pacheco, poeta y prosista español (f. 1998).
- 1920: Eduard Pons Prades, escritor e historiador anarquista español (f. 2007).
- 1920: Little Jimmy Dickens, cantante estadounidense (f. 2015).
- 1923: Gordon Jackson, actor británico (f. 1990).
- 1923: Onofre Marimón, piloto argentino de Fórmula 1 (f. 1954).
- 1924: Alexandre O'Neill, poeta portugués (f. 1986).
- 1924: Michel Tournier, escritor francés (f. 2016).
- 1924: Cicely Tyson, actriz estadounidense (f. 2021).
- 1925: Tankred Dorst, dramaturgo alemán (f. 2017).
- 1925: Robert B. Sherman, cantautor estadounidense (f. 2012).
- 1925: Jacques Fatton, futbolista suizo nacido en Francia (f. 2011).
- 1925: Rabah Bitat, político argelino, presidente de Argelia entre 1978 y 1979 (f. 2000).
- 1929: Bob Brookmeyer, músico estadounidense (f. 2011).
- 1929: Pablo Macera, historiador peruano (f. 2020).
- 1932: Salvador Elizondo, escritor mexicano (f. 2006).
- 1934: Al Kaline, beisbolista estadounidense (f. 2020).
- 1934: Pratibha Patil, política india, presidenta de la India entre 2007 y 2012.
- 1935: Luis Landriscina, actor y humorista argentino.
- 1935: Bobby Timmons, pianista de jazz estadounidense (f. 1974).
- 1935: Julien Schepens, ciclista belga (f. 2006).
- 1937: Chango Farías Gómez, cantante argentino (f. 2011).
- 1938: Karel Svoboda, compositor y músico checo (f. 2007).
- 1940: Phil Ochs, cantante estadounidense (f. 1976).
- 1941: Maurice White, cantautor estadounidense, de la banda Earth, Wind & Fire (f. 2016).
- 1941: Lee Myung-bak, político surcoreano, presidente de Corea entre 2008 y 2013.
- 1944: Mitchell Feigenbaum, físico y matemático estadounidense (f. 2019).
- 1944: Richard Leakey, antropólogo, paleontólogo y político keniano (f. 2022).
- 1944: Alvin Lee, cantante y guitarrista británico, de la banda Ten Years After (f. 2013).
- 1944: Tim Reid, actor estadounidense.
- 1946: Eduardo Serra, político español.
- 1946: Robert Urich, actor estadounidense (f. 2002).
- 1946: Otto Sirgo, actor mexicano.
- 1947: Jimmy Bain, bajista británico, de las bandas Rainbow y Dio (f. 2016).
- 1947: Olga María Ramos, actriz, escritora y cupletista española.
- 1949: Nancy Loomis, actriz estadounidense.
- 1950: María Martha Serra Lima, cantante argentina (f. 2017).
- 1951: Migueli (Miguel Bernardo Bianquetti), futbolista español.
- 1954: Alejandro Apo, periodista deportivo argentino.
- 1954: Juan Uslé, pintor español.
- 1956: Jens Fink-Jensen, escritor, poeta lírico, fotógrafo y compositor danés.
- 1956: Merzbow, músico japonés.
- 1957: Cyril Collard, cineasta francés (f. 1993).
- 1957: Kevin McHale, baloncestista estadounidense.
- 1957: José María Granados, cantante español.
- 1958: Limahl, cantante británico, de la banda Kajagoogoo.
- 1958: Rosita Pelayo, actriz, bailarina y conductora mexicana (f. 2023).
- 1961: Eric A. Cornell, físico estadounidense, premio nobel de física en 2001.
- 1961: Reggie White, jugador estadounidense de fútbol americano (f. 2004).
- 1962: Jill Talley, actriz estadounidense.
- 1963: Jennifer Beals, actriz estadounidense.
- 1963: Cristina Marcos, actriz española.
- 1964: Arvydas Sabonis, baloncestista lituano.
- 1966: Alberto Tomba, esquiador italiano.
- 1967: Carlos Vílchez, actor, comediante y presentador de televisión peruano.
- 1967: Criss Angel, ilusionista estadounidense.
- 1969: Tom Gugliotta, baloncestista estadounidense.
- 1969: Richard Hammond, presentador británico, del programa Top Gear.
- 1969: Kristy Swanson, actriz estadounidense.
- 1971: Tristan Egolf, novelista, músico y activista político estadounidense (f. 2005).
- 1971: Giovanni Gil, artista plástico salvadoreño.
- 1972: Alyssa Milano, actriz estadounidense.
- 1972: Ena Lucía Portela, escritora cubana.
- 1972: Rosa Blasi, actriz estadounidense.
- 1973: Takashi Sorimachi, actor japonés.
- 1973: Vrbica Stefanov, baloncestista macedonio.
- 1973: Reyes Maroto, política española.
- 1974: Migé Amour, bajista finlandés, de la banda HIM.
- 1974: Jake Plummer, jugador de fútbol americano estadounidense.
- 1975: Olga Rodríguez,  periodista, investigadora y escritora española.
- 1976: Theo Lucius, futbolista neerlandés.
- 1977: Agustina Lecouna, actriz argentina.
- 1977: Jorge Garbajosa, baloncestista español.
- 1977: Elisa Toffoli, cantautora italiana.
- 1977: Martín Barlocco, futbolista uruguayo.

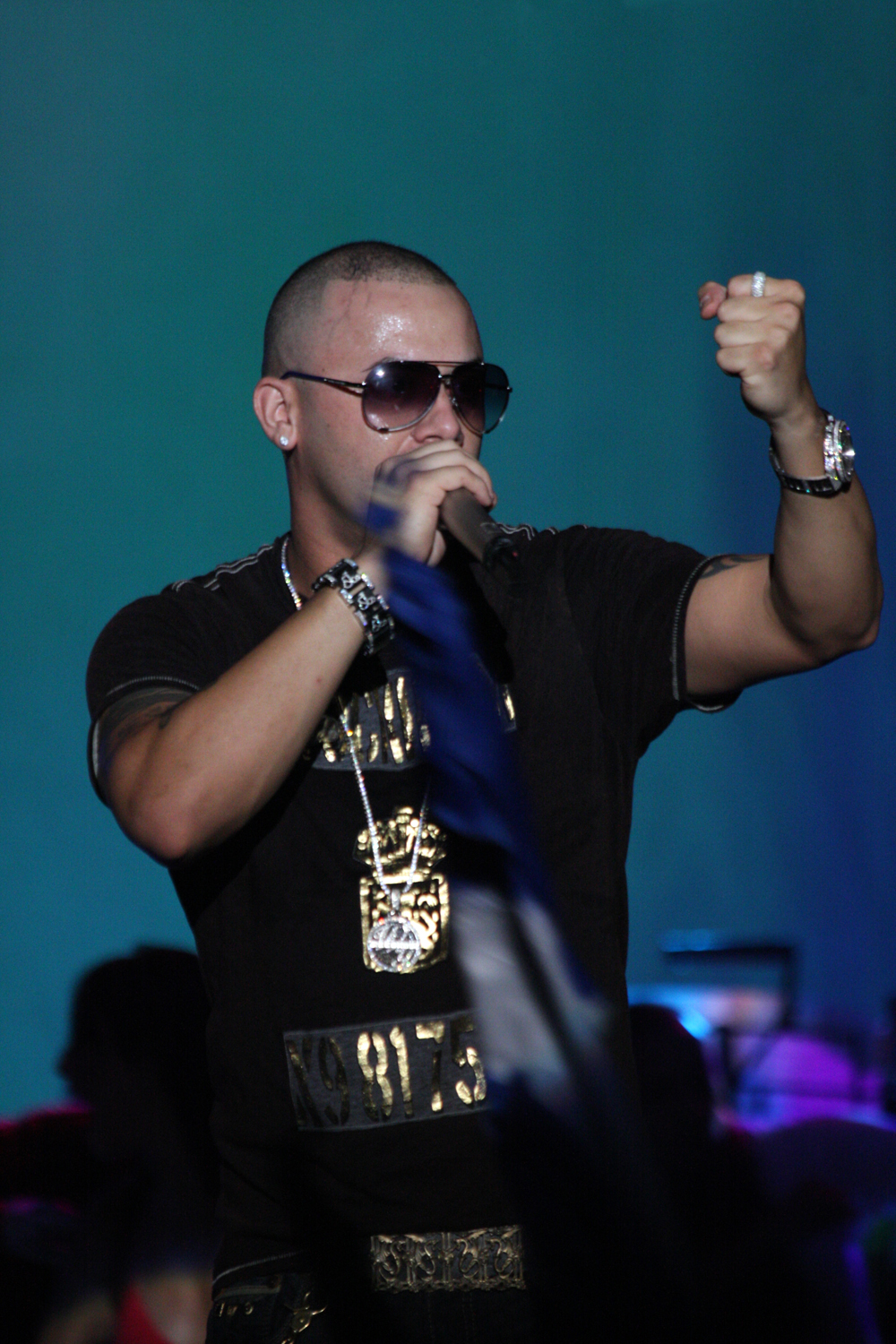
Wisin

- 1978: Wisin, cantante puertorriqueño, del dúo Wisin & Yandel.
- 1978: Antonio Soldevilla, futbolista español.
- 1979: Paola Rey, actriz colombiana.
- 1979: Lorena Capetillo, actriz chilena
- 1979: Óscar Sánchez Fuentes, futbolista español.
- 1979: Tara Summers, actriz británica.

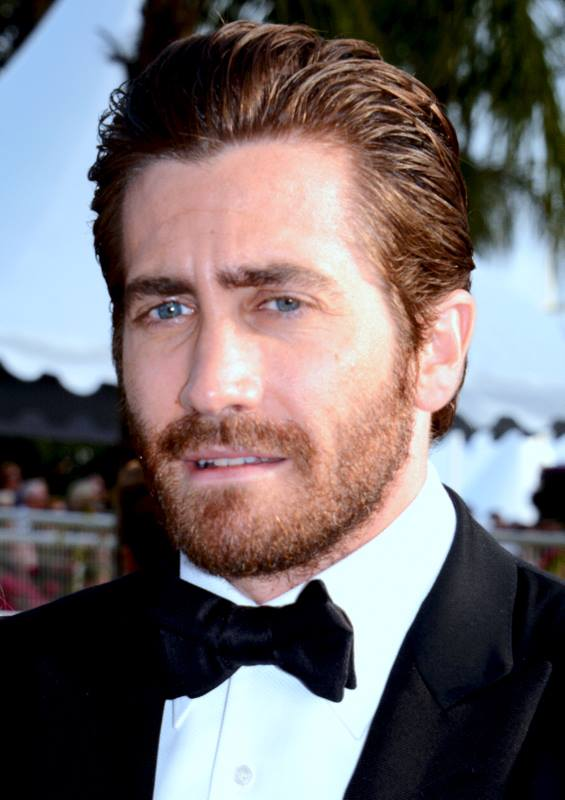
Jake Gyllenhaal

- 1980: Jake Gyllenhaal, actor, productor y cantante estadounidense.
- 1980: Lilly Goodman,  cantautora dominicana de música cristiana.
- 1980: Marla Sokoloff, actriz estadounidense.
- 1982: Maurice Williams, baloncestista estadounidense.
- 1983: Mia Rosing, modelo danesa.
- 1983: Benjamin De Ceulaer, futbolista belga.
- 1984: Dominik Reinhardt, futbolista alemán.
- 1984: Led Varela, humorista venezolano.
- 1985: Lady Sovereign, cantante británica.
- 1985: Gary Cahill, futbolista británico.
- 1985: Rafe Wolfe, futbolista jamaiquino.
- 1986: Ryan Babel, futbolista neerlandés.
- 1986: Miguel Lopes, futbolista portugués.
- 1986: Julieth Restrepo, actriz colombiana.
- 1986: Annie Murphy, actriz canadiense.

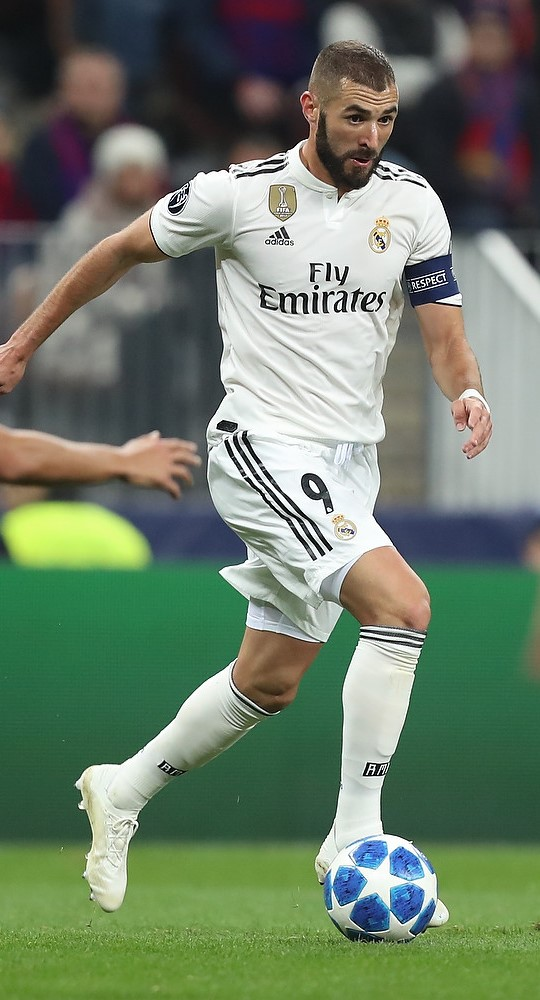
Karim Benzema

- 1987: Karim Benzema, futbolista francés.
- 1987: Aaron Renfree, cantante, actor y bailarín británico, de la banda S Club 8.
- 1987: Shuko Aoyama, tenista japonesa.
- 1987: Kento Takeuchi, tenista japonés.
- 1988: Alexis Sánchez, futbolista chileno.
- 1991: Declan Galbraith, cantante británico.
- 1991: Jorge Blanco, actor mexicano.
- 1991: Steven Berghuis, futbolista neerlandés.
- 1992: Iker Muniain, futbolista español.
- 1992: Raphael Spiegel, futbolista suizo.
- 1992: Nasser Saleh, actor español.
- 1992: Gojko Cimirot, futbolista bosnio.
- 1993: Leonardo Bittencourt, futbolista alemán.
- 1994: Gibi ASMR, youtuber estadounidense.
- 1996: Franck Kessié, futbolista marfileño.
- 1998: King Princess, cantante estadounidense.
- 1998: Caroline Møller, futbolista danesa.
- 2002: Antonio Cioffi, futbolista italiano.

## Fallecimientos
- 211: Publio Septimio Geta, emperador romano (n. 189).
- 1091: Adelaida de Susa, aristócrata turinesa (n. 1016).
- 1111: Al-Ghazali, teólogo, jurista, filósofo, psicólogo y místico iraní (n. 1058).
- 1122: Bernardo da Pagliara, religioso y santo italiano (n. ¿?).
- 1494: Matteo Maria Boiardo, poeta italiano (n. 1441).
- 1562: Jacques d'Albon de Saint-André, mariscal francés (n. 1505).
- 1566: Luis Hurtado de Mendoza y Pacheco, noble español (n. 1489).
- 1741: Vitus Bering, explorador danés (n. 1681).
- 1745: Jean-Baptiste van Loo, pintor francés (n. 1684).
- 1751: Luisa de Gran Bretaña, reina consorte de Dinamarca y Noruega (n. 1724).
- 1797: Francesco Sabatini, arquitecto italiano (n. 1722).
- 1815: Benjamin Smith Barton, médico y botánico estadounidense (n. 1766).
- 1848: Emily Brontë, escritora británica (n. 1818).
- 1851: William Turner, pintor romántico británico (n. 1775).
- 1870: Nils Lilja, botánico y relojero sueco (n. 1808).
- 1883: Francisco Méndez Álvaro, médico, escritor y político español (n. 1806).
- 1915: Alois Alzheimer, neurólogo alemán (n. 1864).
- 1922: Clementina Black, escritora, feminista y sindicalista (n. 1853)
- 1924: Luis Emilio Recabarren, político chileno (n. 1876).
- 1936: Pablo de la Torriente Brau, escritor cubano-puertorriqueño (n. 1901).
- 1937: Fernando Espinosa de los Monteros y Bermejillo, político y diplomático español (n. 1884).
- 1939: Hans Langsdorff, oficial naval alemán (n. 1894).
- 1940: Tomás Carrasquilla, escritor colombiano (n. 1858).
- 1941: Lev Dovator, militar soviético (n. 1903)
- 1946: Paul Langevin, físico francés (n. 1872).
- 1947: Giovanni Bassanesi, anarquista italiano (n. 1905).
- 1953: Robert Andrews Millikan, físico estadounidense, premio nobel de física en 1923 (n. 1868).
- 1954: Víktor Abakúmov, político soviético (n. 1894).
- 1956: Montagu Slater, escritor británico (n. 1902).
- 1959: Carlos María Princivalle, escritor, dramaturgo y periodista uruguayo (n. 1887).
- 1966: Luis Emilio Gómez Ruiz, abogado y diplomático ecuatoriano (n. 1911).
- 1971: Shōei Mishina, historiador y mitólogo japonés (n. 1902).
- 1974: Francisco Javier Conde García, filósofo y embajador español (n. 1908).
- 1976: Giuseppe Caselli, pintor italiano (n. 1893).
- 1980: Héctor José Cámpora, odontólogo y presidente argentino (n. 1909).
- 1985: Luis Korda, fotógrafo cubano (n. 1912).
- 1986: Virginia Cleo Andrews, escritora estadounidense (n. 1923).
- 1990: Xavier Benguerel, escritor español (n. 1905).
- 1993: Michael Clarke, baterista estadounidense, de la banda The Byrds (n. 1946).
- 1994: Vera Chaplina, naturalista, guionista y escritora de literatura infantil soviética (n. 1908).
- 1996: Raúl Durán Reveles, arquitecto y político mexicano (n. 1958).
- 1996: Marcello Mastroianni, actor italiano (n. 1924).
- 1997: Masaru Ibuka, industrial electrónico japonés, cofundador de Sony (n. 1908).
- 1997: Jimmy Rogers, músico estadounidense de blues (n. 1924).
- 1998: Antonio Ordóñez, torero español (n. 1932).
- 1999: Desmond Llewelyn, actor galés (n. 1914).
- 2000: Rob Buck, guitarrista estadounidense, de la banda Ten Thousand Maniacs (n. 1958).
- 2000: Carlos Cano, cantautor español (n. 1946).
- 2000: Milt Hinton, músico estadounidense de jazz (n. 1910).
- 2001: Pocho Lepratti, militante social argentino (n. 1966).
- 2003: Hope Lange, actriz estadounidense (n. 1933).
- 2003: Juan José Moreno Cuenca (El vaquilla), delincuente español (n. 1961).
- 2004: Herbert C. Brown, químico estadounidense, premio nobel de química en 1979 (n. 1912).
- 2009: Kim Peek, afectado de Savant (Síndrome del sabio), estadounidense (n. 1951).
- 2009: Husein Alí Montazerí, ayatolá iraní, líder de la revolución en su país (n. 1922).
- 2010: Carlos Castro, músico y profesor argentino (n. 1943).[4]
- 2010: Trudy Pitts, cantante y tecladista estadounidense de soul jazz (n. 1932).
- 2013: José de Jesús Gutiérrez Rebollo, militar mexicano (n. 1934).
- 2015: Kurt Masur, director de orquesta alemán (n. 1927).
- 2016: Andréi Kárlov, diplomático ruso (n. 1954).
- 2019: Daniel Gutiérrez Proto, magistrado uruguayo (n. 1945).
- 2020: Vinicio Franco, cantante dominicano (n. 1933).
- 2021: Robert H. Grubbs, químico y científico estadounidense, premio nobel de química en 2005 (n. 1942).
- 2021: Carlos Marín, cantante lírico y productor español (n. 1968).
- 2021: Johnny Isakson, político estadounidense (n. 1944).
- 2024: Margalida Castro, actriz colombiana (n. 1941).

## Celebraciones
- Día Internacional del Emo.[5]No se tiene alguna referencia específica, acerca del origen de la celebración de este día internacional. Se estima que este día ha sido creado por fanáticos en la década del año 2000.

 Por países
(Por orden alfabético)
- Argentina:
  -  Misiones: 
    - Posadas: Aniversario de Villa Bloset.[6]
Fundación: 19 de diciembre de 1904 (120 años).

- Chile: 
  - Día Nacional contra el Femicidio.

### Santoral católico

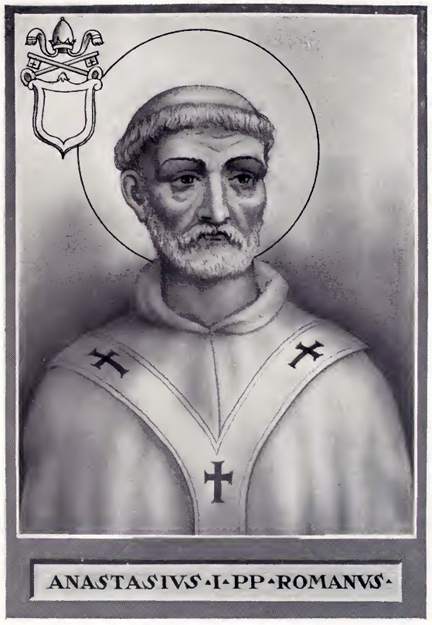
San Anastasio.

- San Anastasio I, papa (401).[7](imagen ilustrativa).
- San Gregorio de Auxerre, obispo (s. VI).
- Beato Guillermo de Fenolis, religioso (c. 1200).
- Beato Urbano V, papa (1370).[8]
- Santos Francisco Javier Hà Trong Mâu, Domingo Bùi Van Úy, Tomás Nguyen Van De, Agustín Nguyen Van Mói y Esteban Nguyen Van Vinh, mártires (1838).
- Beatas María Eva de la Providencia Noiszewska y María Marta de Jesús Wolowsk, vírgenes y mártires (1942).